# Hard Rock Stadium
L'Hard Rock Stadium è un impianto sportivo situato a Miami Gardens, Florida.
Ospita le partite dei Miami Dolphins della NFL e dei Miami Hurricanes della NCAA.

## Storia
Lo stadio, che fu il primo impianto sportivo di questo tipo costruito interamente con fondi privati, venne inaugurato il 16 agosto 1987, intitolato a Joe Robbie, dirigente sportivo, avvocato e imprenditore statunitense di origini libanesi, primo proprietario originale della franchigia di football americano dei Miami Dolphins che cominciò la campagna culminata con la costruzione dello stadio.
La realizzazione di sky box esclusivi e la sottoscrizione di abbonamenti a lungo termine che davano accesso a servizi esclusivi aiutarono nella raccolta di fondi per la costruzione dello stadio, cosa che oggi è diventata prassi comune.
Nel 1990 Wayne Huizenga, uomo di primissimo livello della Blockbuster, acquistò il 15% dei Miami Dolphins e il 50% dello stadio, acquisendo poi nel 1994 il restante 50% di proprietà dello stadio e il completo controllo sulla squadra. Lo stesso Huizenga fu anche il promotore dell'ingresso di una squadra di baseball quando la Major League Baseball decise di ampliare la lega aggiungendo due squadre, delle quali una sarebbe stata assegnata alla Florida. La concorrenza era molto agguerrita e rischiava di mandare in fumo i piani di Wayne Huizenga: la città di Orlando reclamava una squadra per via del proprio turismo, mentre Tampa Bay aveva il vantaggio di possedere uno stadio a Saint Petersburg (successivamente entrerà con i Tampa Bay Rays), ma alla fine la spuntò la città di Miami che diede il nome alla squadra prendendo spunto dal pesce Marlin. La spesa per l'acquisizione della franchigia, che assunse il nome di Florida Marlins, ammontò a 95 milioni di dollari. Dal 1993 i Dolphins divisero fino al 2011 lo stadio con i Marlins; nel 2012 i Florida Marlins cambiarono nome in Miami Marlins, trasferendosi in un nuovo impianto, il Marlins Park realizzato dove prima sorgeva il Miami Orange Bowl.
Nel 1996 vi fu il cambio del nome in Pro Player Stadium con l'arrivo dello sponsor ufficiale: la Fruit of the Loom.

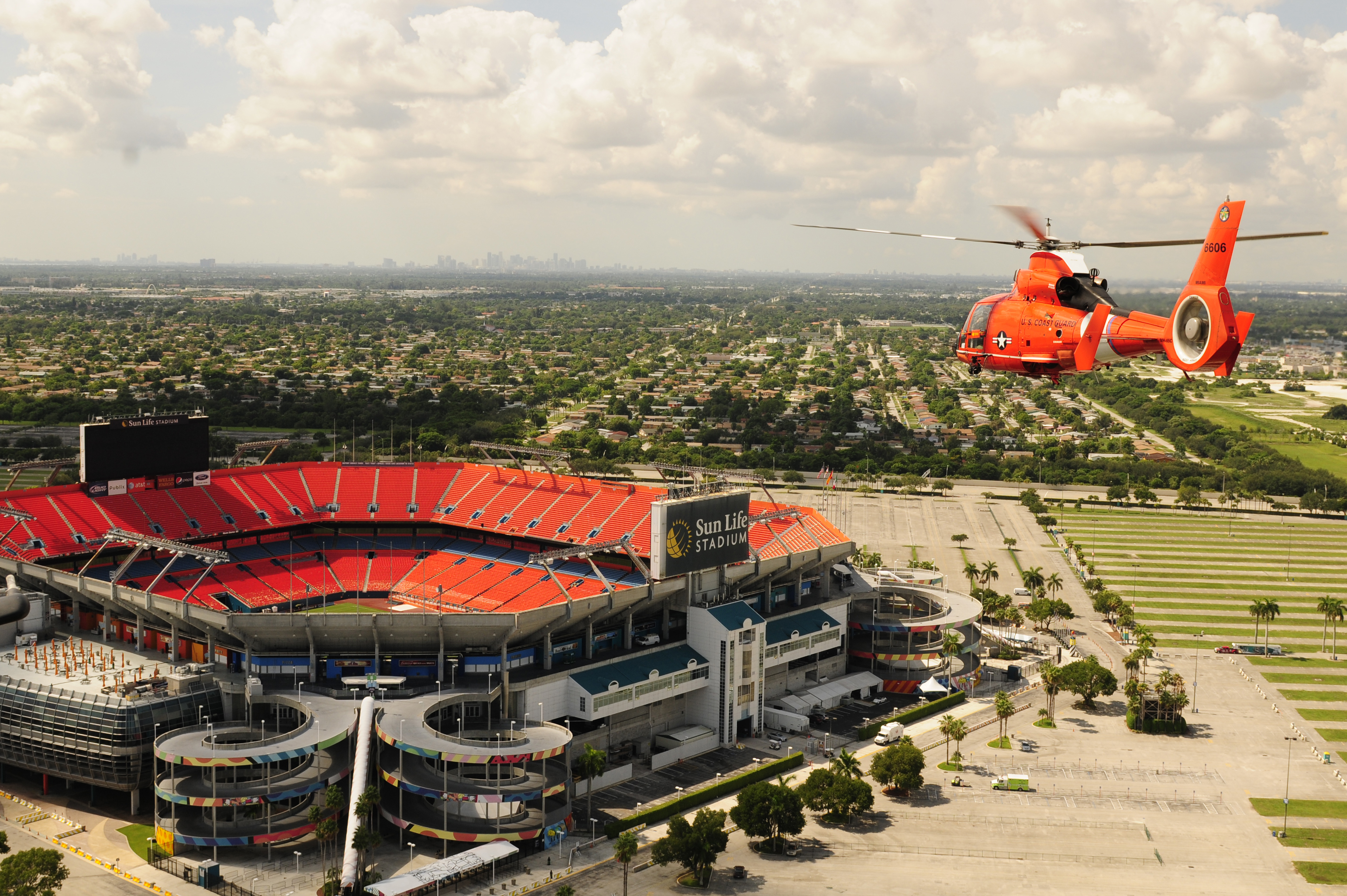
Lo stadio nel 2011, all'epoca denominato Sun Life Stadium

La prima partita fu una gara di preseason contro i Bears il 16 agosto 1987. Dal 1991, sono stati innumerevoli gli interventi di miglioramento, soprattutto per il drenaggio dell'erba. Dopo la stagione 2014 l'impianto ha subito un vasto ammodernamento, la cui prima parte è terminata nell'estate 2015 con il rifacimento di parte dell'anello inferiore e l'installazione di nuove sedute, che ha ridotto la capacità a 65.326 spettatori. Nell'estate 2016 è stato terminato il rifacimento dello stadio e alla struttura è stato dato il nuovo nome di Hard Rock Stadium (il vecchio contratto di sponsorizzazione era infatti scaduto nel precedente mese di gennaio).
Lo stadio ha ospitato 6 edizioni del Super Bowl (XXIII, XXIX, XXXIII, XLI, XLIV, LIV), e due World Series (1997 e 2003).
Lo stadio ha ospitato anche WrestleMania XXVIII, l'evento più importante di wrestling firmato WWE, il 1º aprile 2012, in occasione del quale fu battuto il record di presenze nello stadio: 78363 spettatori.
Dal 2019 lo stadio ospita il Miami Open, uno dei più importanti tornei al mondo di tennis maschile e femminile.
Nel 2025 ospitò la partita inaugurale della ventunesima edizione del Mondiale per Club, tra Al-Ahly e Inter Miami.
Venne inoltre sfruttato per la realizzazione di alcune scene del film Ace Ventura - L'acchiappanimali.
Lo stadio era precedentemente noto come  Dolphin Stadium dal 1984 al 1987 e nuovamente dal 2005 al 2009, Joe Robbie Stadium dal 1987 al 1996, Pro Player Park nel 1996, Pro Player Stadium dal 1996 al 2005, Land Shark Stadium nel 2009 e Sun Life Stadium dal 2009 al 2016.

## Curiosità
- Dal 2022 lo stadio è circondato dal Miami International Autodrome che ospita il Gran Premio di Miami della Formula 1.
- Durante l'edizione 2023 del Gran Premio il campo di gioco ospita il paddock con le hospitality delle scuderie.